# Eumyrmococcus sarawakensis
Eumyrmococcus sarawakensis är en insektsart som beskrevs av Williams 1998. Eumyrmococcus sarawakensis ingår i släktet Eumyrmococcus och familjen ullsköldlöss. Inga underarter finns listade i Catalogue of Life.